# プロトン-M
プロトン-M (ロシア語: Протон-М, 英語: Proton-M) は、ソ連時代のプロトンロケットを下に開発されたロシアの大型打ち上げロケット。GRAUインデックスでは8K82Mや8K82KMとあらわされる。クルニチェフで製造されており、カザフスタンのバイコヌール宇宙基地81番射点や200番射点から打ち上げられる。商業打ち上げはインターナショナル・ローンチ・サービシーズによって通常バイコヌール宇宙基地200/39射点で行われる。初飛行は2001年4月7日に行われた。

## 概要
プロトン-Mは3段構成であり、そのすべてが四酸化二窒素と非対称ジメチルヒドラジンを利用した液体燃料エンジンである。
第1段は他の2段と同様の直径の中央酸化剤タンクの周囲に、それぞれがエンジンを持つ6つの燃料タンクが取り付けられて構成されるという特徴的な構造となっている。第1段のエンジンは最大限の推力偏向制御を提供するために元の位置から接線方向に7度旋回することができる。プロトン-Mがこのような設計となっているのは物流が原因であり、酸化剤タンクと上段の直径は鉄道でバイコヌールへ運ぶことのできる最大寸法となっている。ただし、バイコヌール内には十分な空間があるため、バイコヌール内では完全に組み立てられたロケットが再び鉄道で移送されている。
第2段は伝統的な円筒形設計となっている。3基のRD-0210と1基のRD-0211エンジンが推進力を発揮する。RD-0211はRD-0210の派生型であり、燃料タンクを加圧する役割も持つ。2段目は1段目との分離数秒前に点火を行うため、排気を逃がせるように1段目と2段目は閉まった段間ではなく網構造で繋がれている。推力偏向制御はエンジンのジンバル機構により行われる。
第3段も従来型の円筒型設計であり、最初の3段すべてのアビオニクス装置と、RD-0212エンジンモジュールから成る。RD-0212エンジンモジュールはRD-0210エンジンの固定(非ジンバル)版であるRD-0213エンジン1基と推力偏向制御のために利用される4ノズル型バーニアエンジンのRD-0214エンジン1基を組み合わせたものである。RD-0214のノズルは45度回転することが可能で、これらは適当な間隔を開けてRD-0213の周辺に配置されRD-0213のノズルの適度な上方に取り付けられている。
プロトン-Mでは下段に構造重量の減少、推力の向上、少ないながらも未使用のまま残余していた燃料のより完全な使いきりなどの修正が行われている。第1段では閉回路式誘導システムが利用され、これはより完全な燃料の使い切りを可能にする。 これらによってロケットの能力は以前の派生型に比べて増大しており、落下時に下段に残っている有毒化学物質の量を減らすことになった。プロトン-Mは低軌道であれば21tの投入が可能である。上段を加えると、対地同期軌道に3トン、静止トランスファ軌道に5.5トンを投入できる。また、外国の部品供給会社への依存を減らす取り組みも行われた。
たいていのプロトン-Mの打ち上げには搭載貨物をより高い軌道に投入するためにブリーズ-Mが上段として使われる。また、ブロック-DMも上段として使用されており、ブロックDM-2を上段に利用したGLONASS衛星の打ち上げは6回行われており、さらにブロック DM-03を利用したGLONASS衛星の打ち上げが2回行われている。DM-03は合計5回の打ち上げに使用される予定であり、更なるGLONASS衛星の打ち上げは2機のエクスプレスと一緒での打ち上げが計画されている。2013年時点で、上段を伴わないプロトン-Mの打ち上げは行われていないものの、上段がない状態で国際宇宙ステーションの多目的実験モジュールと欧州ロボットアームを打ち上げることが明らかにされており、現在の予定では2017年に一緒に打ち上げられる予定である。

## 増強型
2007年7月7日、インターナショナル・ローンチ・サービシーズ(ILS)はプロトン-M増強型の初打ち上げを行い、ディレクTV-10を軌道へ投入した。これはプロトン系列として326回目の打ち上げであり、プロトン-M/ブリーズ-Mの16回目の打ち上げで、ILSによって行われた41回目のプロトン打ち上げであった。この型式は、より効率的な第1段エンジン、アビオニクスの更新、より軽い燃料タンクとより強化されたブリーズ-Mのバーニアスラスタ、第1段のより薄い燃料タンク壁や他のすべての段での複合材料の使用などロケット全体の質量の減少などが特徴となっている。この派生型の2度目の打ち上げは2008年8月18日に行われ、インマルサット4 F3を軌道に投入した。プロトン-Mの基本型は増強型の優位性から2007年11月に退役した。
ILSのCEOのフランク・マッケナは2010年には静止トランスファ軌道に6.15tの打ち上げ能力を持つプロトン設計のフェイズIIIがILSの標準構成になると示した。2011年10月19日、プロトン-M/ブリーズ-MフェイズIIIによって6.740トンのViasat-1が静止トランスファ軌道に投入された。

## 打ち上げ方式
一般的に、プロトン-Mはブリーズ-Mを上段に搭載することが多い。プロトン-Mはブリーズ-M、貨物接続部、貨物などから構成される軌道用ユニットを弾道軌道に近い軌道に投入する。1段目と2段目とペイロードフェアリングは予定された落下地点に落下させられ、3段目は海上に落下する。3段目の分離後、軌道用ユニットは短時間滑降し、その後ブリーズ-Mが燃焼を行い軌道傾斜角51.5°、近地点170km、遠地点230kmの宇宙待機軌道への軌道投入を達成する。ミッション計画者用ガイドはまた64.8°と72.6°を宇宙待機軌道としての標準的軌道として言及している。その後、ブリーズ-Mは載貨それぞれの最終軌道や遷移軌道への投入のための軌道マヌーバを行う。遷移軌道が使われる場合、載貨自身の推進系を利用して最終マヌーバが行われる。

## 信頼性
2015年5月時点で、100機以上のプロトン-Mが打ち上げられており、そのうち10基が打ち上げに失敗している。
このうち4機がプロトン-M自身の問題によるもので、5基は上段に取り付けられたブリーズ-Mの誤動作と予定外の軌道への投入によるものであり、1基は上段に取り付けられたブロック DM-03が誤って多くの燃料を投入され、軌道投入には難しい位置にプロトンが残ってしまった。
2007年9月、日本の通信衛星JCSAT-11を搭載したプロトン-M/ブリーズ-Mは予定高度到達に失敗し、カザフスタンのウリタウ地区に落下した。
調査は損傷した火工ケーブルによって第1段と第2段ロケットの分離に失敗したことを原因としている。
2013年7月、グロナス衛星を積んだプロトン-M/DM-03は打ち上げ直後に爆発した。ブースターは打ち上げ数秒以内で垂直軸から左右に揺れはじめた。機積誘導コンピューターによる飛行軌道補正の試みに失敗し、最終的に回復不能の傾斜になった。上段と載貨は、初段が粉砕されて炎が噴出したことによる力を受けて打ち上げ24秒後にはずれた。地上との衝突は打ち上げ30秒後であった。最初の調査報告ではヨーイングを行う3つの初段角速度センサが間違った方向で取り付けられていたことが示された。エラーは主要センサーだけでなく冗長センサーにも影響を与えたため、ロケットはヨー制御ができなくなり、失敗に至ったとされる。テレメトリ情報はパッドからの接続ケーブルが予定より早く切り離されていたことを示しており、これはプロトンがエンジン噴射が全力になる前、数10分の1秒早く打ち上げられたことを示唆している。
2014年5月、プロトン-Mがエクスプレス通信衛星の打ち上げに失敗し喪失した。2013年の問題とは違い飛行開始の9分後に3段目のバーニアエンジンの1基が停止し、高度制御が不可能になった。自動停止と自爆指令が行われ、上段と搭載貨物の残余が中国北部に落下した。調査委員会は失敗はターボポンプの一つが台座から断たれ、燃料配管が破裂したことによってバーニアエンジンが推力を失ったことに由来するのではないかという結論を出した。
2015年5月、メキシコの通信衛星を搭載したプロトン-Mが3段目の問題から打ち上げに失敗し喪失した。ロシアの情報によると2014年と同じ問題だったことが示されている。
他のプロトン-Mの打ち上げ失敗としてあげられるものは、積荷をより高い軌道へ持ち上げるために取り付けられる上段ロケットが原因と見られている。2010年12月5日、上段と積荷は1.5トンの液体酸素を積んだことによる上段の過負荷のため軌道速度の到達に失敗し、結果として搭載されていたGLONASS衛星3機が失われた。
2006年2月のArabsat 4A、2008年3月のAMC-14、2011年8月のエクスプレス-AM4、2012年8月のTelkom3号とエクスプレス-MD2、2012年12月のヤマル-402の5回の打ち上げは上段であるブリーズ-Mの問題で失敗している。数年間の運用寿命を減らす代わりに軌道を補正したヤマル-402を除いてすべての衛星が利用不可能であり、AMC-14は持ち主であったSESが本来の任務を達成できないことを知った後、アメリカ政府に売却された。

### 政府と産業界への影響
2013年7月のプロトン-Mの打ち上げ失敗によって、ロシアの宇宙産業の大きな再編が行われることとなった。失敗の3日後、ロシア政府は「きわめて厳しい措置」が行われ「我々が知っている(ロシア)宇宙産業の終わりという結果になる」と発表した。ロシアの副首相ドミトリー・ロゴージンは「失敗の多い宇宙部門は問題の解決に国家の監視が必要であるほど問題がある」とした。
ロシア連邦政府主導で2013年8月に公開株式会社としてロシアの宇宙産業分野の統合のために統一ロケット・宇宙会社が作られた。

## 環境影響
プロトンロケットの燃料である非対称ジメチルヒドラジンとその他のロシアのロケットなどから生じる破片はロシアやカザフスタンの地域を汚染していると主張する批判が存在する。住民は幾つかの打ち上げの後、酸性雨が降ったと主張している。クルニチェフ社副長官のアナトリー・クジンはこれらの主張に対し「我々はこの問題に対して特別な研究を行った。大気の酸性度はロケット打ち上げの影響を受けておらず、この(アルタイ地方での)憂慮とロケットの燃料成分やあらゆる宇宙活動の影響とのつながりを証明するデータはない」として否定している。

## 註
1. ↑  Krebs, Gunter. “Proton”.   Gunter's Space Page. 2015年10月18日閲覧。
2. ↑  “DIRECTV 10”.  ILS. 2015年10月18日閲覧。
3. ↑  “ILS Reaps Reward of Khrunichev Takeover”.   Satellite Finance (2009年12月). 2015年10月18日閲覧。
4. ↑  Krebs, Gunter. “ViaSat 1”.   Gunter's Space Page. 2015年10月18日閲覧。
5. ↑  Zak, Anatoly (2007年9月6日). “Proton/JCSAT-11 launch failure”. RussianSpaceWeb. 2013年7月29日閲覧。
6. ↑  “Russian Proton-M rocket crashes on takeoff” (2013年7月2日). 2015年10月18日閲覧。
7. ↑  “Russia's Proton crashes with a trio of navigation satellites”.   RussianSpaceWeb (July　 9, 2013). 2013年7月10日閲覧。
8. ↑  “Названа предварительная причина аварии «Протона» с мексиканским спутником”.   slon.ru (2015年5月16日). 2015年5月16日閲覧。
9. ↑  “Russia clears Proton to resume flying in December”.   Spaceflight Now (2010年12月10日). 2015年10月18日閲覧。
10. ↑  “Russian rocket fails to reach target orbit” (2012年8月7日). 2015年10月18日閲覧。
11. ↑  Nilolaev, Ivan (2013年7月3日). “Rocket failure to lead to space industry reform”. Russia Behind The Headlines 2013年9月1日閲覧。
12. ↑  Messier, Doug (2013年8月30日). “Rogozin: Russia to Consolidate Space Sector into Open Joint Stock Company”. Parabolic Arc 2013年8月31日閲覧。
13. ↑  “Russians say space rocket debris is health hazard”.   BBC. 2012年8月7日閲覧。